# Szczuroskoczek zmienny
Szczuroskoczek zmienny (Dipodomys merriami) – gatunek ssaka podrodziny szczuroskoczków (Dipodomyinae) w obrębie rodziny karłomyszowatych (Heteromyidae).

## Zasięg występowania
Szczuroskoczek zmienny występuje w Ameryce Północnej zamieszkując w zależności od podgatunku:
- D. merriami merriami – południowo-zachodnie Stany Zjednoczone i północno-zachodni Meksyk (pustynne regiony od północnej Nevady i skrajnie południowo-zachodniego Utah, przez południowo-wschodnią Kalifornię i południowo-zachodnią Arizonę, do północno-zachodniej Kalifornii Dolnej i Sonory).
- D. merriami ambiguus – południowo-zachodnie Stany Zjednoczone i północno-zachodni Meksyk (północno-środkowy Nowy Meksyk i zachodni Teksas, przez wschodnie Chihuahua i Coahuila, do północno-wschodniego Durango, północne Zacatecas i środkowe Nuevo León).
- D. merriami annulus – północno-zachodni Meksyk (przybrzeżne równiny Zatoki Kalifornijskiej, w południowo-wschodniej Kalifornii Dolnej).
- D. merriami arenivagus – południowo-zachodnie Stany Zjednoczone i północno-zachodni Meksyk (południowa część pustyni Mojave w południowo-środkowej Kalifornii i na wschód od Sierra Juárez i Sierra de San Pedro Mártir do środkowej Kalifornii Dolnej).
- D. merriami atronasus – północno-środkowy Meksyk (południowa część pustyni Chihuahua od środkowo-wschodniego Zacatecas, południowo-wschodniej Coahuila i południowo-zachodniego Nuevo León do Aguascalientes i San Luis Potosí).
- D. merriami brunensis – północno-zachodni Meksyk (wybrzeże Zatoki Kalifornijskiej w północno-wschodniej Kalifornii Dolnej Południowej).
- D. merriami collinus  – południowo-zachodnie Stany Zjednoczone (San Felipe Valley, Earthquake Valley, La Puerta Valley i Aguanga Valley w południowo-zachodniej Kalifornii).
- D. merriami frenatus – południowo-zachodnie Stany Zjednoczone (południowo-zachodnie Utah i północno-zachodnia Arizona).
- D. merriami insularis – północno-zachodni Meksyk (wyspa San José, Zatoka Kalifornijska, Kalifornia Dolna Południowa).
- D. merriami margaritae – północno-zachodni Meksyk (wyspa Santa Margarita, Kalifornia Dolna Południowa).
- D. merriami mayensis – północno-zachodni Meksyk (przybrzeżne niziny Zatoki Kalifornijskiej w południowej Sonorze i północnej Sinaloi).
- D. merriami melanurus – północno-zachodni Meksyk (Magdalena Plains i Cape Region w południowej Kalifornii Dolnej Południowej).
- D. merriami mitchelli – północno-zachodni Meksyk (wyspa Tiburón, Zatoka Kalifornijska, Sonora).
- D. merriami olivaceus – południowo-zachodnie Stany Zjednoczone i północno-zachodni Meksyk (strefa przejściowa między pustynią Sonora w południowo-wschodniej Arizonie i północno-wschodniej Sonorze a pustynią Chihuahua w południowo-zachodnim Nowym Meksyku i północno-zachodnim Chihuahua).
- D. merriami parvus – południowo-zachodnie Stany Zjednoczone (San Bernardino Valley i San Jacinto Valley w południowo-zachodniej Kalifornii).
- D. merriami platycephalus – północno-zachodni Meksyk (pacyficzne zbocza na południe od Sierra de San Pedro Mártir, od południowej Kalifornii Dolnej do pustyni Vizcaino w północnej Kalifornii Dolnej Południowej).
- D. merriami quintinensis – północno-zachodni Meksyk (San Quintín Plain, u wybrzeży Oceanu Spokojnego w północno-zachodniej Kalifornii Dolnej).
- D. merriami trinidadensis  – południowo-zachodnie Stany Zjednoczone i północno-zachodni Meksyk (południowa Kalifornia i północna Kalifornia Dolna).
- D. merriami vulcani – południowo-zachodnie Stany Zjednoczone (zasięg rozproszony i ograniczony w Toroweap Valley w północno-zachodniej Arizonie).

## Taksonomia
Gatunek po raz pierwszy naukowo opisał w 1890 roku amerykański ornitolog i chirurg Edgar Alexander Mearns nadając mu nazwę Dipodomys merriami. Holotyp pochodził z obszaru New River, pomiędzy Phoenix i Prescott, w hrabstwie Maricopa, w Arizonie, w Stanach Zjednoczonych.
D. merriami należy do grupy gatunkowej merriami wraz z D. nitratoides. D. merriami ma trzy wyraźnie zróżnicowane klady: klad bazalny z półwyspowej części południowej Kalifornii Dolnej (podgatunki insularis, margaritae i melanurus), klad z pustyni Chihuahua z dwoma sub-kladami (podgatunki ambiguus z północy i atronasus z południa) oraz klad północny z dwoma sub-kladami (podgatunki annulus, brunensis i platycephalus półwyspowej środkowej Kalifornii Dolnej oraz inny ze wszystkimi pozostałymi podgatunkami). Autorzy Illustrated Checklist of the Mammals of the World rozpoznają dziewiętnaście podgatunków.

### Etymologia
- Dipodomys: gr. δίποδος dipodos „dwunożny”, od δι- di- „podwójnie”, od δις dis „dwa razy”, od δυο duo „dwa”; πους pous, ποδος podos „stopa”; μυς mus, μυός muos „mysz”[32][33].
- merriami: dr Clinton Hart Merriam (1855–1942), amerykański przyrodnik i lekarz[34].
- ambiguus: łac. ambiguus „wątpliwy, niepewny”, od ambigere „wątpić”, od przyimka ambi- „wokół”; agere „wprawić w ruch”[33].
- annulus: łac. anulus „pierścień”[35].
- arenivagus: łac. arena „piasek, miejsce piaszczyste”[36]; vagus „błąkający się, wałęsający”[37].
- atronasus: łac. ater „czarny”[38]; nasus „nos”[39].
- brunensis: Llano de San Bruno, Kalifornia Dolna Południowa, Meksyk[19].
- collinus: łac. collinus „ze wzgórza, znaleziony na wzgórzu”, od collis „wzgórze, wysoki teren”[33].
- frenatus: łac. frenatus „okiełznany”, od frenare „okiełznać”, od frena, frenorum „uzda, lejce”, od frenum „uzda, wędzidło”, od frendere „zgrzytać zębami”[33].
- insularis: łac. insularis „wyspowy, z wyspy”, od insula, insulae „wyspa”[33].
- margaritae: Santa Margarita, Kalifornia Dolna Południowa, Meksyk[33].
- mayensis: Mayo lub Yoreme , rdzenna ludność z Meksyku[22].
- melanurus: gr. μελανουρος melanouros „z czarnym ogonem”, od μελας melas, μελανος melanos „czarny”; -ουρος -ouros „-ogonowy”, od ουρα oura „ogon”[33].
- mitchelli: J.W. Mitchell (?–?), osoba, która odłowiła holotyp[9].
- olivaceus: nowołac. olivaceus „oliwkowo-zielony, oliwkowy”, od łac. oliva „oliwa”[33].
- parvus: łac. parvus „mały, krótki”[33].
- platycephalus: gr. πλατυς platus „szeroki”[40]; -κεφαλος -kephalos „-głowy”, od κεφαλη kephalē „głowa”[41].
- quintinensis: San Quintín, Kalifornia Dolna, Meksyk[25].
- trinidadensis: Valle de la Trinidad, Kalifornia Dolna, Meksyk[26].
- vulcani: nowołac. vulcanius „wulkaniczny, z wulkanu”, od wł. volcano lub vulcano „wulkan”, od Wulkana (łac. Volcanus, Vulcanus), w mitologii rzymskiej boga ognia[33].

## Charakterystyka
Długość ciała (bez ogona) 75–100 mm, długość ogona 120–182 mm, długość ucha średnio 14 mm, długość tylnej stopy średnio 38 mm; masa ciała 32–53 g. Samce są nieco większe i cięższe od samic. Futro barwy jasnopiaskowożółtej lub szarawobrązowej z białą stroną brzuszną, ogon długi. Kończyny tylne o wiele dłuższe i silniejsze od przednich. Głowa o małych, bezwłosych uszach i dużych oczach. Ogon stanowi 145% długości ciała.

## Tryb życia
Suche tereny trawiaste i półpustynie. Gryzoń ten prowadzi nocny i samotniczy tryb życia. Żyje w układzie płytkich nor podziemnych z komorami gniazdowymi i spiżarniami. Sezon rozrodczy trwa od lutego do maja. Samica po ciąży trwającej 28-32 dni rodzi się 1-6 młodych o masie ciała 3-8 g. Okres laktacji trwa 15-25 dni. Dojrzałość płciową młode uzyskują około 102 dnia życia. Rozmnażać się może do 3 razy w ciągu roku. Sukces rozrodczy i liczebność ulegają wahaniom w zależności od dostępności nasion, która jest związana z występowania i czasem trwania zimowych deszczów. Długość życia do 10 lat w niewoli. Na pożywienie składają się głównie nasiona roślin takich jak Larrea tridentata, Fouquieria splendens, Claytonia perfoliata oraz traw z rodzaju Bouteloua, a sporadycznie także liście, pąki, owoce i owady.

## Zagrożenie i ochrona
W Czerwonej księdze gatunków zagrożonych Międzynarodowej Unii Ochrony Przyrody i Jej Zasobów został zaliczony do kategorii LC (najmniejszej troski). Nie ma poważniejszych zagrożeń dla populacji tego gatunku.